# Arthrosaura montigena
Arthrosaura montigena — вид ящірок родини гімнофтальмових (Gymnophthalmidae). Ендемік Венесуели.

## Поширення і екологія
Arthrosaura montigena є ендеміками гірського масиву Ауянтепуй на Гвіанському нагір'ї, у венесуельському штаті Болівар. Вони живуть у вологих тропічних лісах та біля підніжжя скель на вершинах тепуя, трапляються на берегах струмків. Зустрічаються на висоті від 1600 до 1700 м над рівнем моря.